# Бьюкенен (округ, Айова)
Бьюке́нен (англ. Buchanan County) — округ в США, штате Айова. На 2000 год численность населения составляла 21 093 человек. По оценке бюро переписи населения США в 2009 году население округа составляло 20 910 человек. Окружным центром является город Индепенденс.

## История
Округ Бьюкенен был сформирован 21 декабря 1837 года.

## География
По данными Бюро переписи населения США площадь округа Бьюкенен составляет 1479 км².

### Основные шоссе
- Федеральная автострада 380/Шоссе 27
- Шоссе 20
- Автострада 150
- Автострада 187
- Автострада 281

### Соседние округа
- Клейтон  (северо-восток)
- Фейетт  (север)
- Делавэр  (восток)
- Линн  (юго-восток)
- Бентон  (юго-запад)
- Блэк-Хок  (запад)
- Бример   (северо-запад)

## Демография
По данным переписи населения 2000 года в округе проживало 21 093 жителей. Среди них 27,4 % составляли дети до 18 лет, 15,1 % люди возрастом более 65 лет. 49,9 % населения составляли женщины.
Национальный состав был следующим: 98,1 % белых, 0,4 % афроамериканцев, 0,3 % представителей коренных народов, 0,6 % азиатов, 0,9 % латиноамериканцев. 0,6 % населения являлись представителями двух или более рас.
Средний доход на душу населения в округе составлял $18405. 10,0 % населения имело доход ниже прожиточного минимума. Средний доход на домохозяйство составлял $50220.
Также 84,6 % взрослого населения имело законченное среднее образование, а 12,7 % имело высшее образование.